# Le Cœur qui bat
Pour plus de détails, voir Fiche technique et Distribution.
Le Cœur qui bat est un film documentaire réalisé par Vincent Delerm sorti en 2024.
Il a été présenté au Festival du film de Cabourg, au festival de La Baule et au Champs-Élysées Film Festival en juin 2024.

## Fiche technique
- Réalisation, photographie et musique : Vincent Delerm
- Son : Bénédicte Schmitt
- Montage : Bertrand Jamot
- Production : Muriel Meynard
- Société de production : Agat Films
- Pays de production : France
- Langue originale : français
- Durée : 68 minutes[4]
- Date de sortie : 22 septembre 2024[5].